# Ítalo Pinochet
Ítalo Andrés Pinochet Crestto (San Fernando, Chile; 20 de abril de 1975) es un exfutbolista y actual entrenador de fútbol profesional. Dirige a Chimbarongo F. C. de la Tercera División A de Chile.

## Trayectoria
Oriundo de San Fernando, se formó como futbolista en las divisiones inferiores de O'Higgins, donde jugó en la Primera División de Chile 1996. Además, el año 1995 defendió la camiseta de Universidad de Concepción en la Tercera División.
Como entrenador, tras dirigir en las divisiones inferiores de O'Higgins, en 2017 asume como el adiestrador de General Velásquez, en donde se coronó como campeón de la Tercera División A de Chile 2017, logrando el regreso del equipo al fútbol profesional.Para la temporada siguiente, consiguió ascender a la misma división a Lautaro de Buin.
Para la temporada 2020 fue anunciado como nuevo entrenador de Deportes Limache de la tercera A, en donde nuevamente lograría ascender a la Segunda división chilena. Tras anunciarse en diciembre de 2021 el fin de su contrato con el equipo limachino, en enero de 2022 es anunciado como nuevo entrenador de Deportes Colina.Luego de perder el ascenso ante Deportes Rengo en un partido de definición, termina su contrato.
En diciembre de 2022 es anunciado como el nuevo entrenador de Provincial Ovalle de la Tercera A; sin embargo, es cesado de su cargo tras 9 partidos, en mayo del mismo año.En agosto del mismo año, es anunciado como el flamante técnico de Concón National de la Tercera A, en donde nuevamente logro ascender a la Segunda División Profesional.
El 22 de diciembre de 2024 es anunciado como el nuevo entrenador de Unión San Felipe de la Primera B, con vistas a la temporada 2025.El 17 de marzo de 2025, tras no obtener ninguna victoria en 7 partidos, se anuncia su salida de la banca sanfelipeña.

## Clubes

### Como entrenador
Datos actualizados al 14 de marzo de 2025.
| Club              | País  | Año       | PJ  | PG | PE | PP | Rendimiento |
| ----------------- | ----- | --------- | --- | -- | -- | -- | ----------- |
| General Velásquez | Chile | 2017      | 28  | 16 | 9  | 3  | 67.85%      |
| Lautaro de Buin   | Chile | 2018-2019 | 35  | 11 | 10 | 14 | 40.95%      |
| Deportes Limache  | Chile | 2020-2021 | 34  | 18 | 10 | 6  | 62.74%      |
| Deportes Colina   | Chile | 2022      | 24  | 13 | 5  | 6  | 61.11%      |
| Provincial Ovalle | Chile | 2023      | 9   | 4  | 0  | 5  | 44.44%      |
| Concón National   | Chile | 2023      | 8   | 4  | 3  | 1  | 62.5%       |
| Unión San Felipe  | Chile | 2025      | 7   | 0  | 2  | 5  | 9.52%       |
| Total             | Total | Total     | 145 | 66 | 39 | 40 | 54.49%      |

## Palmarés

### Como entrenador

#### Campeonatos nacionales
| Título             | Club              | País  | Año  |
| ------------------ | ----------------- | ----- | ---- |
| Tercera División A | General Velásquez | Chile | 2017 |
| Tercera División A | Lautaro de Buin   | Chile | 2018 |
| Tercera División A | Deportes Limache  | Chile | 2020 |